# 角館郵便局
角館郵便局（かくのだてゆうびんきょく）は秋田県仙北市にある郵便局である。民営化前の分類では集配特定郵便局であった。

## 概要
住所：〒014-0399 秋田県仙北市角館町中町21-1
民営化直前の、集配業務再編において、多くの集配特定郵便局は配達センターとなったが、当局は地域郵便輸送の拠点として統括センターとされたため、民営化に際し郵便事業株式会社の支店が併設された。

## 沿革
- 1872年12月1日（明治5年11月1日） - 角館郵便取扱所として開設[1]。
- 1875年（明治8年）1月1日 - 角館郵便局（五等）となる。
- 1882年（明治15年）4月16日 - 為替取扱を開始。
- 1893年（明治26年）1月21日 - 角館郵便電信局となる[2]。
- 1894年（明治27年）7月16日 - 電信為替取扱を開始[3]。
- 1895年（明治28年）2月1日 - 欧文電報および欧字又はアラビア数字入り和文電報の取扱を開始[4]。
- 1896年（明治29年）7月1日 - 小包郵便取扱を開始[5]。
- 1903年（明治36年）4月1日 - 通信官署官制の施行に伴い角館郵便局となる。
- 1910年（明治43年）
  - 9月11日 - 特設電話加入申込の受理を開始[6]。
  - 12月11日 - 電話通話事務を開始[7]。同日、秋田、土崎、横手、大曲、六郷、角間川が市外通話区域となる[8]。
  - 12月16日 - 電話交換業務および電話加入者の託送電報取扱を開始[9]。
- 1950年（昭和25年）11月16日 - 電気通信業務を、新設の角館電報電話局に移管[10]。
- 1956年（昭和31年）9月1日 - 電話通話および和文電報受付事務の取扱を開始。
- 1992年（平成4年）
  - 1月31日 - 仙北郡角館町中町38から、同郡同町中町21-1に局舎を新築、移転。
  - 9月7日 - 雲沢郵便局から集配業務を移管[11]。
- 1998年（平成10年）10月31日 - 建設省の公共建築百選に角館郵便局が選出される。
- 2005年（平成17年）9月20日 - 行政区画変更に伴い、住所が仙北市角館町中町21-1となる。
- 2007年（平成19年）
  - 3月5日 - 神代郵便局から集配業務を移管[12]。
  - 10月1日 - 民営化に伴い、併設された郵便事業角館支店に一部業務を移管。
- 2012年（平成24年）10月1日 - 日本郵便株式会社の発足に伴い、郵便事業角館支店を角館郵便局に統合。

## 取扱内容
- 郵便、印紙、ゆうパック、チルドゆうパック、内容証明、国際郵便
- 貯金、為替、振替、振込、国際送金、国債、投資信託、確定拠出年金、財形定額貯金
- 生命保険、バイク自賠責保険、自動車保険、がん保険、引受条件緩和型医療保険、変額年金保険
- ゆうちょ銀行ATM
- 仙北市内の一部地域の集配業務
- ゆうゆう窓口

## 周辺
- 仙北市役所角館庁舎
- 武家屋敷通り
- 国道46号
- 国道105号
- 桧木内川

## アクセス
- JR秋田新幹線・田沢湖線、秋田内陸縦貫鉄道秋田内陸線 角館駅から徒歩約11分
- 羽後交通バス 立町停留所、もしくは中町停留所下車
- 駐車場あり：9台